# Heights Cave

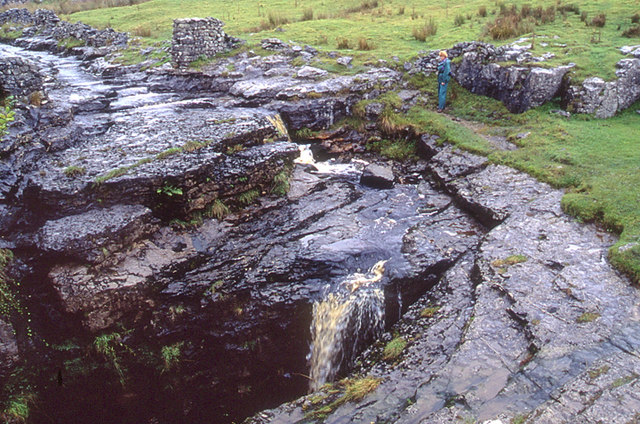
Heights Cave

Heights Cave (auch Calf Hole, Elland Cave oder Skythorns Cave genannt) ist eine Höhle auf privatem Grund, südlich der „Malham Moor Lane“, und westlich von Grassington im Westen von North Yorkshire in England.
Die Höhle, deren Eingang von einem Stützfelsen in zwei Bögen geteilt wird, wurde im Jahre 1893 ausgegraben. Gefunden wurde ein mesolithisches Werkzeug, zusammengesetzt aus einem Stück Rengeweih und einem Ebergewaff. Auf einer niedrigeren Ebene wurden Bison-, Ren- und Bärenknochen gefunden. Die Mauer wurde von den Ausgräbern hinzugefügt. 
In der Nähe von Grassington liegen der Steinkreis Druid's Altar, das Henge von Yarnbury und das Cove Hole.